# Горнби, Джеффри
Сэр Джеффри Томас Фиппс Горнби (10 февраля 1825 — 3 марта 1895) — британский морской офицер, адмирал флота.

## Ранние годы
Средний сын адмирала сэра Фиппса Горнби и Софии-Марии Горнби, дочери генерала Джона Бергойна. Его младший брат Джеймс — глава Итонского колледжа. Его двоюродный брат (и одновременно зять) — Эдвард Стенли, 13-й граф Дерби.
Горнби получил образование в Winwick Grammar School и Southwood's School в Плимуте в марте 1837 вступил в ряды Королевского флота
В возрасте 12 лет Джеффри стал волонтёром первого класса и был отправлен в море на борту линейного корабля первого ранга «Принцесса-Шарлотта», флагмана командующего Средиземноморского флота сэра Роберта Стопфорда. Горнби стал свидетелем захвата Акры в ноябре 1840 года во время турецко-египетской войны (1839—1841). В августе 1842 года он был переведён на линейный корабль четвёртого ранга «Винчестер» флагман командующего военной базой на мысе Доброй надежды контр-адмирала Джоселина Перси. Затем Горнби в звании унтер-офицера был назначен на фрегат шестого ранга «Клеопатра» западно-африканской эскадры и принял участие в операциях против работорговли. 15 июня 1845 года Горби получил звание флаг-лейтенанта и в сентябре 1847 года получил назначение на линейный корабль второго ранга «Азия», флагман его отца, который возглавлял тихоокеанскую базу.

## Дальнейшая карьера
12 января 1850 года Горнби был произведён в чин коммандера. После ухода в отставку министра Эдварда Смита-Стенли 14-го графа Дерби 18 декабря 1852 года Горнби был повышен в звании до капитана. В начале 1853 года он женился и ввиду родству с семейством Дерби оказался не фаворе у пришедшего к власти в декабре 1852 года министра Джорджа Гамильтона-Гордона, 4-го графа Абердина и особенно у сэра Джеймса Грэхема, первого лорда Адмиралтейства. Горнби не получал никаких назначений. Он не участвовал в Крымской войне. Горнби поселился в Суссексе и управлял имением отца Лордингтон-хауз.
После смены правительства Горнби 15 августа 1858 года стал капитаном 32-пушечного фрегата «Трибюн» (англ. HMS Tribune) на тихоокеанской базе. Прибыв на остров Ванкувер с военно-морской бригадой он обнаружил, что отряд американских войск захватил острова Сан-Хуан во время т. н. «Войны из-за свиньи» Горнби оказался старшим морским офицером на острове, его выдержка, характер и такт сыграли большую роль в урегулировании конфликта, было принято временное соглашение о совместной оккупации острова..
В феврале 1861 года Горнби принял командование над 120-пушечным линкором первого ранга «Нептуном» (англ. HMS Neptune) в составе Средиземноморского флота сэра Уильяма Фаншейва Мартина и командовал им до 1862 года. В мае 1863 года Горнби стал капитаном флагманского 91-пушечного линкора второго ранга «Эдгар» (англ. HMS Edgar) под флагом контр-адмирала Сидни Дэкрса (англ. Sidney Colpoys Dacres, командующего флотом Канала.
В январе 1864 года эскадра получила приказ следить за кораблями австро-венгерского флота на пути к Пруссии и потопить их, если они обстреляют Копенгаген. (Британия принимала участие в решении вопроса о Шлезвиг-Гольштейне).
В сентябре 1865 года Горнби получил звание коммодора и в том же году поднял свой флаг на фрегате «Бристоль» (англ. HMS Bristol). В 1865—1867 годах на «Бристоле» он плавал в эскадре у западного берега Африки. Он осуждал независимых правителей западной Африки за то, что они продолжали торговать рабами в то время как все цивилизованные страны за исключением Бразилии отменили рабство.
1 января 1869 года Горнби был произведён в звание контр-адмирала, и в июне 1869 года возглавил летучую эскадру, подняв свой флаг на фрегате «Ливерпуль». Эскадрой Горнби командовал в течение двух лет. Он предпринял кругосветное плавание, чтобы продемонстрировать возможности Королевского флота достигнуть любой части мира

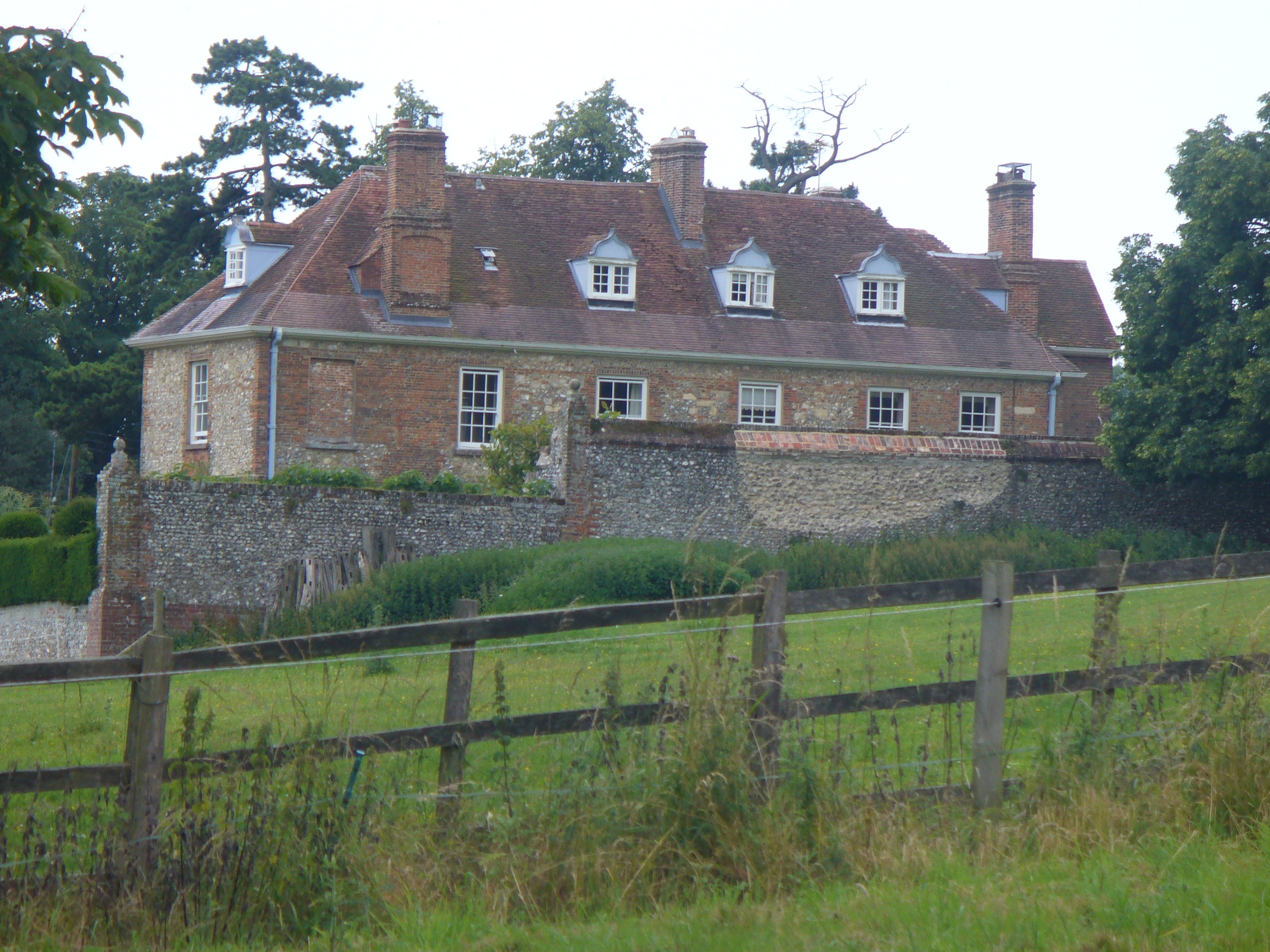
Лордингтон-хауз, дом Горнби в западном Суссексе

В сентябре 1871 года Горнби принял командование над флотом Канала (поднял флаг на бронированном фрегате «Минотавр»), которым командовал в течение трёх лет. Находясь на этом посту он встречался с президентом США Улиссом Грантом. 29 декабря 1874 года он был назначен на пост Второго морского лорда в составе второго правительства Дизраэли. 1 января 1875 года Джеффри Горнби был произведён в чин вице-адмирала. В начале 1877 года его назначили командующим флотом Средиземного моря. Горнби поднял свой флаг на линкоре «Александра». Несмотря на протесты турецких властей, Горнби провёл свой флот через Дарданеллы, чтобы помешать наступлению русских войск. За проявленное им искусство переброски сил флота, усилия в поддержании дисциплины, такта и решимости в международных отношениях, в то время как русские войска наступали на Константинополь, Горнби был награждён 12 августа 1878 года орденом Бани командорского креста. Он вернулся домой в 1880 году, обретя репутацию наиболее способного флотского командира.
15 июня 1879 года Горнби был произведён в полные адмиралы. В 1881 году он принял пост президента королевской военно-морской академии в Портсмуте а в ноябре 1882 возглавил военно-морскую базу в Портсмуте и в 1882—1885 годах ею командовал. Он был награждён орденом Бани большого рыцарского креста 19 декабря 1885 года Горнби спустил свой флаг. В мае 1888 года он получил звание адмирала флота. 18 января 1886 года Горнби был главным адъютантом королевы Виктории по делам флота (англ. First and principal naval aide-de-camp to Queen Victoria). В качестве советника королевы и адмирала флота он был назначен адъютантом императора Германии Вильгельма II в ходе его визитов в Англию в 1889 и в 1890 годах. В феврале 1895 года 70-летний Горнби ушёл в отставку Он умер 3 марта 1895 года у себя дома в Лордингтон-хаузе, после непродолжительной болезни (инфлюэнцы). Его прах, согласно завещанию, был развеян над западным Суссексом.

## Семья
В 1853 году Горнби вступил в брак с Эмили Франсе Кольз (Emily Frances Coles), сестре капитана Купера Кольза. Горнби пережил свою жену. У них было три сына и две дочери. Один из сыновей, Эдмунд Фиппс Горнби, майор артиллерии, отличился в Южной Африке, в ходе Второй англо-бурской войны, удостоился креста Виктории в 1900 году. Другой сын Роберт Горнби дослужился до адмирала Королевского флота.

## Воспоминания
Жизнь Джеффри Горнби была описана его дочерью, миссис Фред Эдертон (1896). Хотя почти вся его карьера прошла в мирное время Горнби считается не только способным администратором, но и блестящим командиром кораблей, он сделал многое для развития новой тактики, благодаря чему флот окончательно отказался от паруса в пользу пара, кораблей с орудийными башнями и торпедных атак. Сэр Джон Фишер, служивший с Горнби на Средиземном море написал, что он был «самым лучшим адмиралом на флоте после Нельсона. […] Никогда ещё не было более достойной личности или великого моряка. Он был несравненным». Офицеры флота рассматривали Горнби как интеллектуала, он был очень начитан. Военно-морской историк, сэр Уильям Лэрд Клоувс, хорошо знавший Горнби написал что «Он был настоящий дипломат и непревзойденный тактик. Благодаря исключительной независимости и честности своего характера он стал мастером в вопросах техники и был хорошо знаком с современными мыслями и веяниями прогресса, что было необычным для офицеров его ранга».